# Norm Rapmund

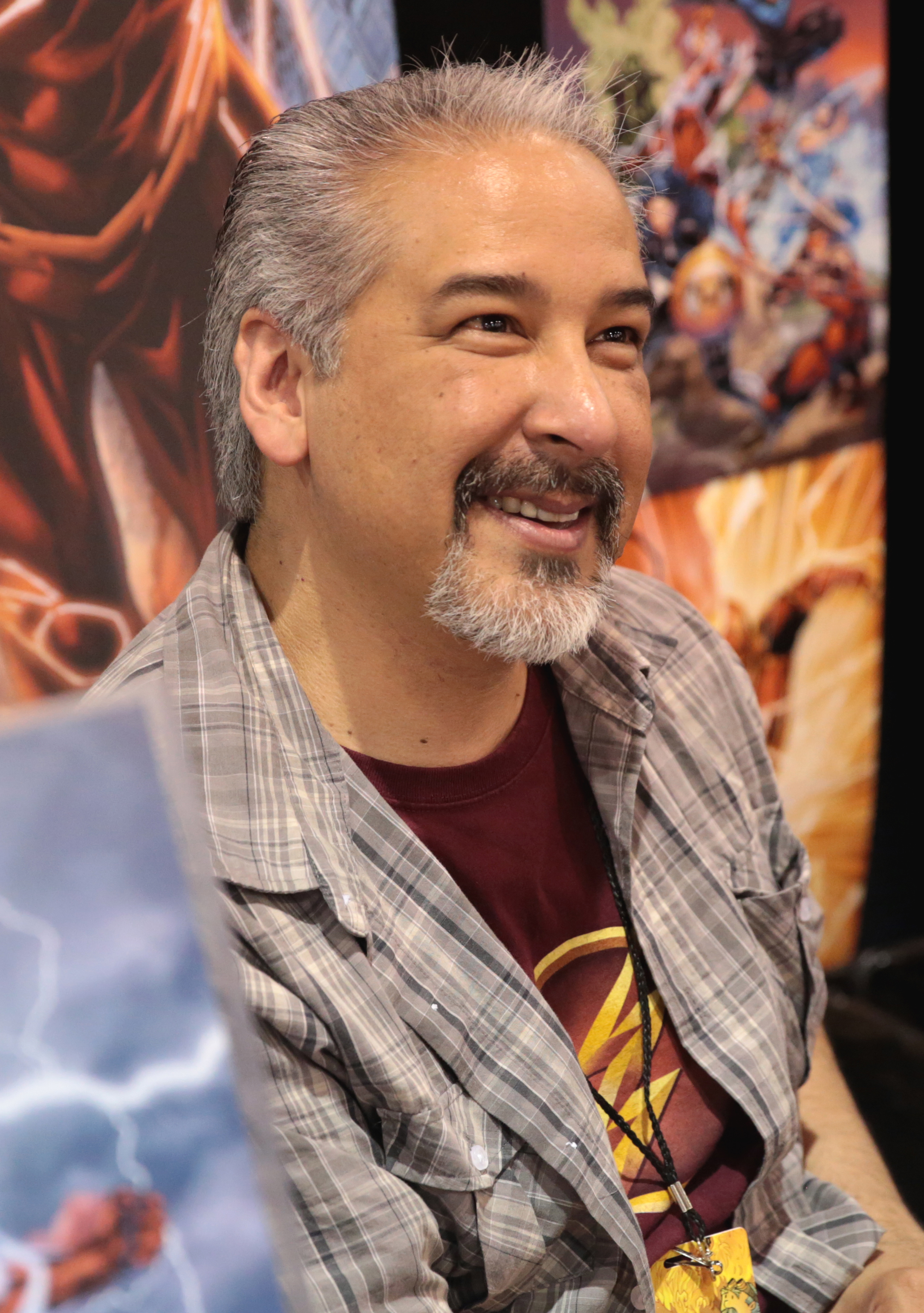
Norm Rapmund (2017)

Norm Rapmund (* 17. Februar 1968) ist ein US-amerikanischer Comiczeichner.

## Leben und Wirken
Rapmund ist seit den 1990er Jahren als hauptberuflicher Comiczeichner tätig, dabei hat er sich vor allem darauf spezialisiert, die Zeichnungen anderer Künstler als Tuschezeichner zu überarbeiten und „abzurunden“.
Serien, für die Rapmund in der Vergangenheit „geinkt“ (tuschegezeichnet) hat, sind unter anderem Action Comics, Aquaman, Booster Gold, Orion, Superboy, Supergirl, Superman, Superman: Man of Steel, Teen Titans und Young Justice. Künstler, deren Bleistiftarbeiten Rapmund in der Vergangenheit besonders häufig getuscht hat, sind Dan Jurgens, Steve Epting, Mike McKone, Todd Nauck, Ian Churchill, Tom Derenick und Eric Battle.